# بلانكا جايمي
بلانكا جايمي (بالإسبانية: Blanca Jaime)‏ هي منافسة ألعاب القوى مكسيكية، ولدت في 3 نوفمبر 1965.

## وصلات خارجية
- بلانكا جايمي على موقع الاتحاد الدولي لألعاب القوى (الإنجليزية)
- بلانكا جايمي على موقع أوليمبيديا (الإنجليزية)